# Cassida
La cassida (de l'àrab قصيدة, qaṣīda) és la forma estròfica bàsica de la poesia àrab clàssica. Nasqué a Aràbia i arribà a l'apogeu en el període de la poesia preislàmica; es conreà a la cort abbàssida, també en les corts provincials, i a l'Iran, on influí en la llengua persa en plena renovació, i a l'Àndalus, d'on irradià fins a la Provença per inspirar la poesia dels trobadors.
A partir d'uns temes estrictament definits per la tradició, nombrosos manuals de prosòdia ensenyaven com "cisellar" la cassida, que consta de 30 a 120 versos d'idèntic metre, acabats tots amb la mateixa rima. El seu nombre de peus es reparteix en dos hemistiquis, iguals o gairebé. En uns "obradors", es preparaven els temes que primerament eren redactats en prosa i després se'n feia la transposició poètica amb l'estil i el metre apropiats. La cassida, que era inseparable del virtuosisme, derivà ràpidament cap a un formalisme extrem. Era propícia al panegíric, a les condolences i a la sàtira, però també tractava temes que eren moda, com la celebració de les estacions o de la natura, o prenia la forma d'eloqüents composicions destinades a la declamació o al cant.